# Yōsuke Kubozuka
Yōsuke Kubozuka (jap. 窪塚 洋介 Kubozuka Yōsuke; ur. 7 maja 1979 w Yokosuka) – japoński aktor i model, laureat podwójnej Nagrody Japońskiej Akademii Filmowej w 2001 w kategoriach: wybitna męska rola pierwszoplanowa oraz debiut roku.

## Biografia
Kubozuka urodził się w 1979 w Yokosuka na Honsiu. Z pierwszą żoną Non Chan ma syna, którego sam wychowuje. Po rozwodzie w 2012 wstąpił w nowy związek w 2015 z Pinky. W 2004 przeżył upadek z dziewiątego piętra z balkonu w swoim apartamencie w Yokosuka, odnosząc tylko niewielkie skaleczenia. W środowisku japońskim wzbudza kontrowersje, wypowiadając się przychylnie o używaniu marihuany. Aktor pracował jako model dla szeregu czasopism oraz w reklamach telewizyjnych. W 2001 wystąpił w serialu telewizyjnym oraz filmie Go o losach młodego Koreańczyka mieszkającego w Japonii. Za rolę w filmie Go przyznano mu dwie Nagrody Japońskiej Akademii Filmowej: za wybitną męską rolę pierwszoplanową oraz debiut roku. W 2016 wystąpił u boku Andrew Garfielda i Adama Drivera w wyreżyserowanym przez Martina Scorsese dramacie historycznym Milczenie, którego scenariusz był adaptacją powieści Shūsaku Endō Chimmoku.